# River Orchy
Der River Orchy ist ein Fluss in den schottischen Highlands in der Council Area Argyll and Bute.

## Beschreibung
Die Quelle des River Orchy ist Loch Tulla von dessen Südwestufer er abfließt. Anschließend durchfließt er die Täler Glen Orchy und Strath of Orchy. Nach einer Strecke von 25,97 Kilometern mündet der Orchy bei Dalmally in der Nähe von Kilchurn Castle an dessen Ostufer in den Loch Awe. Rund vier Kilometer oberhalb der Mündung führt ihm der River Lochy Wasser aus dem Loch na Bi zu. Ab der Einmündung verläuft die A85 entlang des linken Ufers, die den Orchy dann an der Mündung auf der Dalmally Bridge quert.
Der River Orchy ist ein beliebtes Angelgebiet. Gefangen werden vor allem Lachse und Forellen. Zahlreiche Abschnitte des Flusses werden zum Rafting genutzt, wobei die Möglichkeiten, diesem Sport im Fluss nachzugehen, stark von den schwankenden Wasserständen des Orchy abhängen. Im Sommer führt der River Orchy immer wieder zu wenig Wasser, um Rafting zu ermöglichen. Während der besonders regenintensiven Wintermonate ist die Strömung hingegen oft zu stark. 